# Barkum
Barkum (arab. برقوم) – miejscowość w Syrii, w muhafazie Aleppo. W 2004 roku liczyła 2809 mieszkańców.